# Jaromír Korotvička
Jaromír Korotvička (* 14. září 1960) je bývalý český hokejový útočník.

## Hokejová kariéra
V československé lize hrál za TJ Zetor Brno. Odehrál 4 ligové sezóny, nastoupil ve 124 ligových utkáních, dal 28 ligových gólů a měl 11 asistencí. V nižších soutěžích hrál během povinné vojenské služby za VTJ Litoměřice a dále za TJ Lokomotiva Ingstav Brno a HC Přerov. V zahraničí působil v italském týmu Zoldo USG.

## Klubové statistiky
| Sezona    | Klub                       | Soutěž  | Základní část | Základní část | Základní část | Základní část | Základní část | Play off | Play off | Play off | Play off | Play off |
| Sezona    | Klub                       | Soutěž  | Z             | G             | A             | B             | TM            | Z        | G        | A        | B        | TM       |
| --------- | -------------------------- | ------- | ------------- | ------------- | ------------- | ------------- | ------------- | -------- | -------- | -------- | -------- | -------- |
| 1980/1981 | VTJ Litoměřice             | 2. liga | 27            | 16            | 6             | 22            | 40            | -        | -        | -        | -        | -        |
| 1982/1983 | TJ Lokomotiva Ingstav Brno | 2. liga | 38            | 26            | 9             | 35            | 48            | -        | -        | -        | -        | -        |
| 1983/1984 | TJ Zetor Brno              | 1. liga | 44            | 15            | 4             | 19            | 30            | -        | -        | -        | -        | -        |
| 1984/1985 | TJ Zetor Brno              | 1. liga | 39            | 8             | 6             | 14            | 12            | -        | -        | -        | -        | -        |
| 1985/1986 | TJ Zetor Brno              | 1. liga | 20            | 3             | 0             | 3             | 6             | -        | -        | -        | -        | -        |
| 1986/1987 | TJ Lokomotiva Ingstav Brno | 2. liga | 35            | 11            | 15            | 26            | 50            | 8        | 2        | -        | -        | -        |
| 1987/1988 | TJ Lokomotiva Ingstav Brno | 2. liga | 44            | 26            | 8             | 33            | 74            | -        | -        | -        | -        | -        |
| 1988/1989 | TJ Lokomotiva Ingstav Brno | 2. liga | 46            | 35            | 9             | 44            | 14            | -        | -        | -        | -        | -        |
| 1989/1990 | TJ Lokomotiva Ingstav Brno | 2. liga | -             | 1             | -             | -             | -             | -        | -        | -        | -        | -        |
| 1989/1990 | TJ Zetor Brno              | 1. liga | 21            | 2             | 1             | 3             | 2             | -        | -        | -        | -        | -        |
| 1990/1991 | HC Boby Sport Brno         | 2. liga | -             | 0             | -             | -             | -             | -        | -        | -        | -        | -        |
| 1991/1992 | Zoldo USG                  | 1. liga | 18            | 10            | 8             | 18            | 4             | 4        | 1        | -        | -        | -        |
| 1992/1993 | HC Brno                    | 2. liga | -             | 0             | -             | -             | -             | -        | -        | -        | -        | -        |
| 1993/1994 | HC Brno/HC Přerov          | 2. liga | -             | 0             | -             | -             | -             | -        | -        | -        | -        | -        |